# Glycosmis
Glycosmis é um género botânico pertencente à família Rutaceae.

## Espécies
- Glycosmis crassifolia, Ridley
- Glycosmis decipiens, Stone
- Glycosmis longisepala, B.C.Stone
- Glycosmis monticola, Ridley
- Glycosmis perakensis, Narayanaswamy
- Glycosmis tomentella, Ridley